# ふれあいバス (高千穂町)
ふれあいバス（ふれあいバス）は、宮崎県西臼杵郡高千穂町が運行するコミュニティバスである。
宮崎交通に運行委託する幹線（岩戸線、河内線）と、自家用自動車（白ナンバー車）による有償運送を行う地域線とがある。

## 概要
- 運賃：100円単位での区間制。初乗り200円、最高は700円。定期券あり。
- 運転日：幹線の一部の便と地域線の全便は、日曜日・祝日・年末年始（12月29日 - 1月3日）運休。

## 沿革
- 2004年（平成16年）9月30日：運行開始。当時の路線は主要幹線（岩戸線、河内線）と日出線（温泉 - 富の尾）、日向線（温泉 - 仲の内）、向山線（温泉 - 秋元）、押方線、田原線（温泉 - 夕塩）、五ヶ所線のみ。
- 2006年（平成18年）1月ごろ：住民基本台帳カードを使用したバスカードシステムを導入。
- 2007年（平成19年）10月：3路線追加、1路線延長。
- 2008年（平成20年）10月1日：芝原線新設。押方線に南平団地系統新設、籾崎系統は週4日運行を3日に減回。

## 路線
以下は2008年12月1日改正時点での情報である。

### 幹線
岩戸線
- （高千穂温泉 -） 町立病院 - 高千穂駅 - 宮交バスセンター - 川登 - 天岩戸温泉入口 - 岩戸
1日8往復。朝の2往復は町立病院発着。下り4本・上り3本は日曜日・祝日・年末年始運休。

河内線
- （高千穂温泉 -） 町立病院 - 高千穂駅 - 宮交バスセンター - 城山通り - 折原 - 雲井都 - 下野 - 上野平底 - 上野 - 宮の平 - 田原中学校入口 - 河内
1日7往復。朝の1往復は町立病院発着。下り4本・上り3本は日曜日・祝日・年末年始運休。

### 地域線
日出線
- （高千穂温泉 -） 町立病院 - 高千穂駅 - 宮交バスセンター - 大平 - 永の内 - 岩戸 - 永の内 - 黒原 - 岩井谷 - 富の尾 - 野々尻
1日下り2本・上り1本。上りは町立病院まで。
- （高千穂温泉 -） 町立病院 - 高千穂駅 - 宮交バスセンター - 大平 - 永の内 - 岩戸
1日下り1本・上り2本。下りは町立病院始発。
- 岩戸←永の内←黒原←岩井谷←富の尾←野々尻
1日上り1本。

日向線
- 岩戸 - 宮町 - 日向秋元 - 仲の内 - 登尾
1日2往復。

土呂久線
- 岩戸 - 宮町 - 土呂久 - 惣見
1日下り1本、上り2本。

向山線
- （高千穂温泉 -） 町立病院 - 高千穂駅 - 宮交バスセンター - 椎屋谷 - 丸尾野 - 黒仁田 - 秋元 （- 水の口/狩底）
1日4往復。狩底方面は秋元からの支線。第1便は上下とも町立病院発着。下り第1便、上り第3便・最終便は秋元発着。

山附線
- （高千穂温泉 -） 町立病院 - 高千穂駅 - 宮交バスセンター - 椎屋谷 - 大地ヶ谷 - 小谷内 - 三原尾野
火曜日・木曜日のみ運転。1日2往復。上り第1便は町立病院まで。

押方線
- （高千穂温泉 -） 町立病院 - 高千穂駅 - 宮交バスセンター - 城山通り - 国見ヶ丘病院 - 上押方 - 板屋 - 籾崎
月曜日・水曜日・土曜日のみ運転。1日2往復。上り第1便は町立病院まで。
- （高千穂温泉 -） 町立病院 - 高千穂駅 - 宮交バスセンター - 城山通り - 国見ヶ丘病院 - 上押方 - 南平団地
月曜日 - 金曜日運転。1日1往復。上りは町立病院まで。

芝原線
- （高千穂温泉 -） 町立病院 - 高千穂駅 - 宮交バスセンター - 城山通り - 南平団地 - 芝原東 - 花の群
金曜日のみ運転。1日2往復。上り第1便は町立病院まで。

田原線
- （高千穂温泉 -） 町立病院 - 高千穂駅 - 宮交バスセンター - 城山通り - 折原 - 戸の口 - 宮尾野 - 田原中学校入口 - 河内 - 夕塩 （- 米糸）
1日3往復。夕塩 - 米糸間は火曜日・金曜日のみ、下り第1便と上り第1便・最終便が延長運転。下り最終便は河内→夕塩のみ。上り第1便は町立病院まで。

五ヶ所線
- 河内 - 五ヶ所 - 上町 - 津留 - 上町 - 原山[1]
1日3往復。

広木野線
- （高千穂温泉 -） 町立病院 - 高千穂駅 - 宮交バスセンター - 城山通り - 折原 - 雲井都 - 広木野 - 八幡 - 上野平底 - 上野
1日1往復。上りは町立病院まで。

## 車両
- 幹線は宮崎交通所属の40人乗り中型車、地域線は白ナンバーの15人乗り小型車（トヨタ・ハイエース）を使用。
- 小型車の方は、運行開始当時の地域線6路線に対し1台ずつ割り当てられ、それぞれ路線ごとに車体に色違いのラインが入っている。

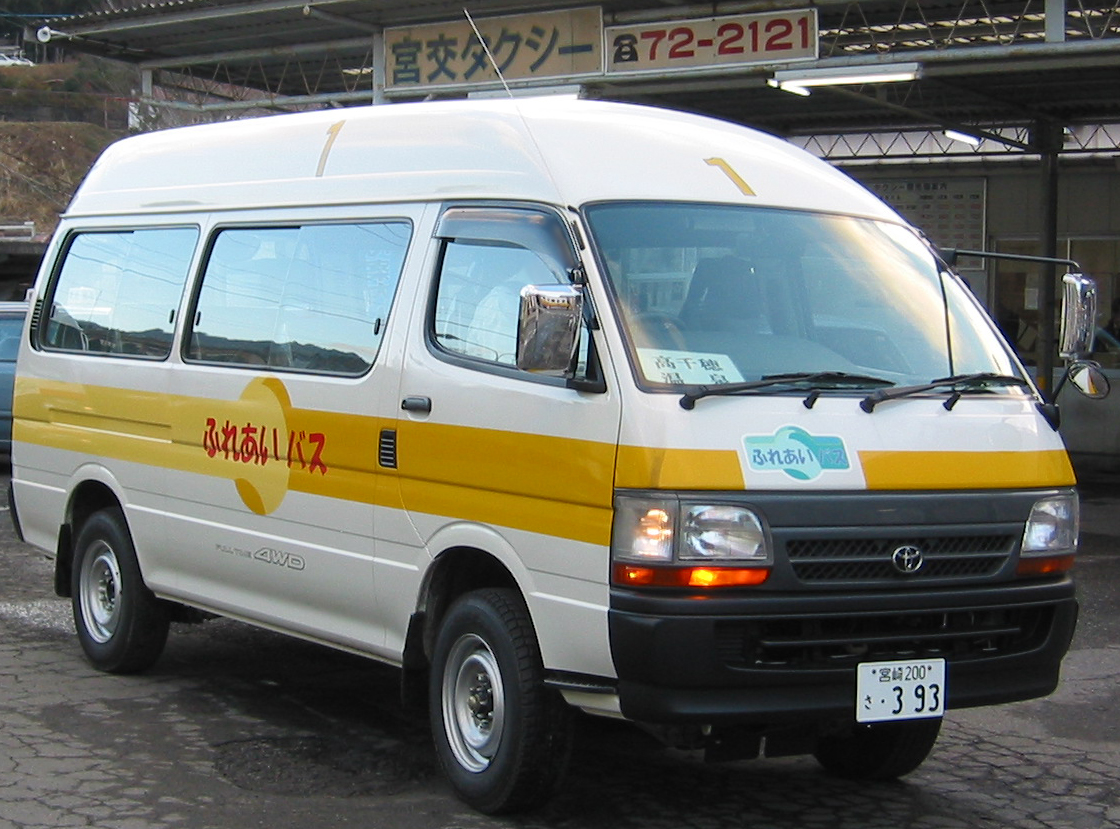
地域線の車両1
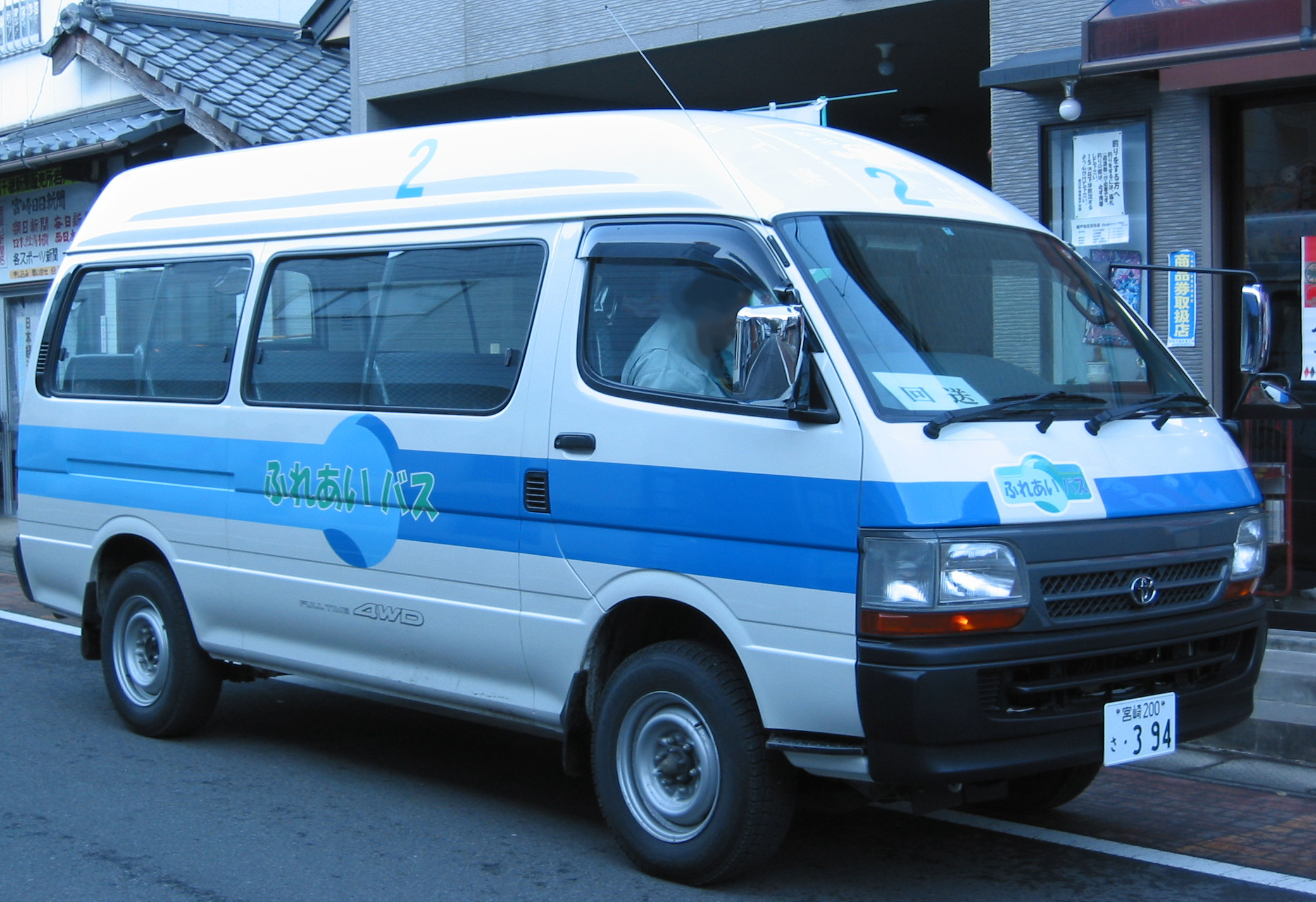
地域線の車両2
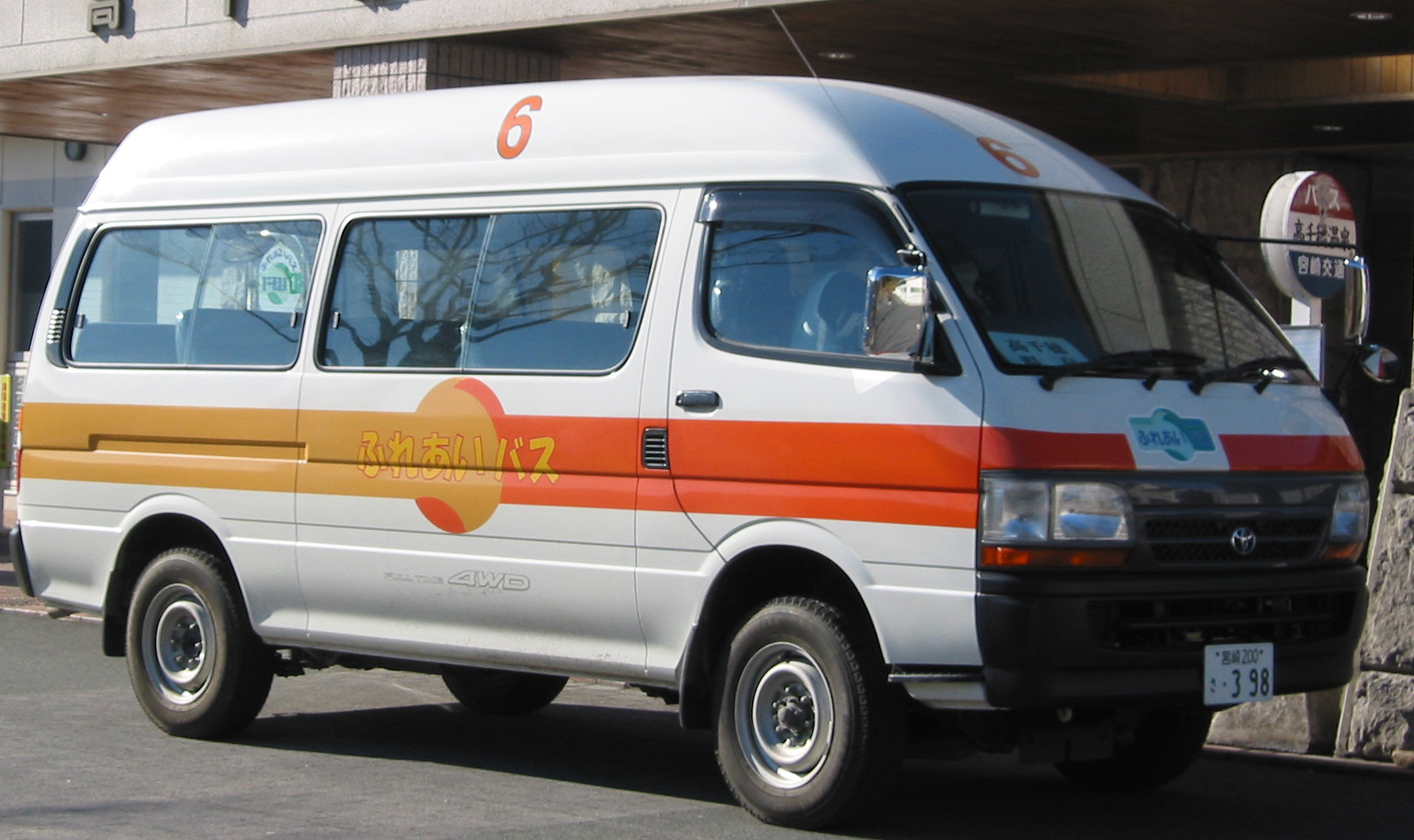
地域線の車両6